# Odontadenia nitida
Odontadenia nitida är en oleanderväxtart som först beskrevs av M. Vahl, och fick sitt nu gällande namn av Müll. Arg.. Odontadenia nitida ingår i släktet Odontadenia och familjen oleanderväxter. Inga underarter finns listade i Catalogue of Life.